# روي بالمر (كاتب)
روي بالمر (بالإنجليزية: Roy Palmer)‏ هو كاتب بريطاني، ولد في 10 فبراير 1932 في ليسترشير في المملكة المتحدة، وتوفي في 26 فبراير 2015.